# Synœcisme
 (janvier 2012).
Si vous disposez d'ouvrages ou d'articles de référence ou si vous connaissez des sites web de qualité traitant du thème abordé ici, merci de compléter l'article en donnant les références utiles à sa vérifiabilité et en les liant à la section « Notes et références ».

Fondations urbaines romaines en Grèce.

Dans l'Antiquité, le synœcisme (en grec ancien συνοικισμός / sunoikismós, dérivé de σύν / sún « avec, en communauté avec » et οἶκος / oikos, « maison », soit « communauté de maisons ») est la réunion de plusieurs villages en une cité. C'est une forme d'urbanisation qui consiste en général en l'union de plusieurs villages avec égalité des droits entre les différentes composantes et formation d’institutions politiques et culturelles unifiées. Dans la Grèce antique les créations urbaines ex nihilo sont rares, la tétrapole de Marathon ou Sparte sont des unions restreintes de villages. Plutarque voit dans le synœcisme l'acte fondateur de la démocratie athénienne.
Cette forme d'urbanisation est attestée dès l'époque protohistorique.
La nouvelle entité se choisit un nom et une divinité protectrice dont le culte sera rendu dans ce qui sera le centre de la nouvelle cité, le plus souvent une ville existant déjà auparavant (dans la Grèce antique du moins). C'est en ce lieu que seront rassemblées toutes les activités de la vie publique : débats, assemblées des citoyens (Ekklêsia en Grèce). C'est donc de l'époque du synœcisme que datent ─ toujours en Grèce ─ l'aménagement d'une agora, le choix d'une divinité protectrice et l'édification de son temple ainsi que la construction de murailles urbaines.

## Exemples en Grèce
Le synœcisme est décrit par Plutarque comme un regroupement d'habitats. Il permet une urbanisation plus grande et plus rapide des cités grecques. Il fédère les cités grâce à une administration commune, et à des institutions et cultes communs. Ce rassemblement rend les cités plus fortes et plus riches en cas de guerre et ne favorise aucune catégorie sociale.
Plusieurs familles ont fondé la phratrie, plusieurs phratries fondent la tribu, et plusieurs tribus la cité 
La cité n'est pas un assemblage d'individus, mais une confédération de plusieurs groupes qui existaient avant et que la cité laisse subsister. La cité n'a aucune matérialité physique chez les Grecs. Elle a seulement des bornes qui se franchissent d'une manière spécifique. Chaque cité a un Roi-Dieu, représentant de dieu sur terre. La ville, en revanche, équivaut au sanctuaire. Elle a une matérialité, c'est l'acropole. Elle est délimitée et protégée. La cité mère qui fonde des colonies s'appelle la métropole. Que ce lieu de culte doublé du siège du pouvoir devienne le principal foyer de peuplement de la cité est fréquent, mais ce n'est pas toujours le cas. Il arrive que les villages subsistent, et que le nouveau centre ne s'urbanise pas : c'est le cas à Sparte. Il arrive également que plusieurs villes opèrent un synœcisme ; ainsi à Rhodes, les poleis préexistantes ont disparu, toute la population se déplaçant dans la nouvelle ville. À Mégalopolis, une ville nouvelle est construite. Il ne s'agit cependant pas d'une simple confédération à liens plus ou moins forts : la formation d'une nouvelle ville l'interdit. Il s'agit réellement de constituer un ensemble plus vaste et plus fort, qui remplace l'ancien système de tribus territoriales ou gentilices comme moyen privilégié d'action politique. L'historien grec Thucydide n'avance pas d'autres explications à la fondation d'Athènes que la résistance aux pillards, qui était impossible pour des villages séparés et mal fortifiés: telle serait la raison d'être, dans le nom « Athènes », d'un pluriel qui renverrait à la pluralité des villages regroupés par Thésée en une seule cité.
Certains synœcismes ont lieu tardivement dans l'histoire de la Grèce : ainsi en 369 av. J.-C. pour Mégalopolis en Arcadie, en 365 av. J.-C. a lieu celui de Cos (qui commanda une statue d'Aphrodite au Praxitèle pour son temple). La plupart ont lieu antérieurement au VIe siècle av. J.-C. : ainsi d'Athènes, formée de plusieurs villages, tirant parti de la citadelle naturelle de l'Acropole, et rendant un culte à Athéna, peu après 800 av. J.-C.. Dans les royaumes hellénistiques, la plupart des fondations de cités sont en fait des synœcismes. C'est le cas de la cité de Cassandréia fondée en Macédoine par Cassandre sur l'emplacement de la cité de Potidée, de la cité de Bargasa, en Asie Mineure, fondée par les Lagides et de la cité de Lysimacheia fondée en Chersonèse de Thrace par Lysimaque et peuplée par les habitants de Cardia. On rencontre encore des synœcismes à l'époque romaine, comme celui d'une dizaine de cités d'Épire et d'Étolie-Acarnanie, qui aboutit, à l'instigation d'Octave à la création de Nicopolis d'Épire en 31 av. J.-C.

### Mythologie
L'origine d'un synœcisme a pu être rattaché à une tradition mythologique. Ainsi Plutarque reprend une tradition qui fait de Thésée le fondateur mythique d'Athènes :

« Après la mort d'Egée, il conçut une grande et merveilleuse entreprise : il réunit tous les habitants de l'Attique en une seule ville, et il en fit un seul peuple, formant une seule cité. Auparavant ils étaient dispersés et on pouvait difficilement les faire agir en vue de l'intérêt commun de tous ; parfois même, des conflits les opposaient entre eux et ils se faisaient la guerre. (…) Il détruisit donc, dans chaque village, les prytanées et les bâtiments du conseil, et abolit les magistratures. Il édifia un Prytanée et un bâtiment du conseil uniques et communs à tous, à l'emplacement de la ville actuelle : il nomma la cité Athènes, et institua un sacrifice commun, celui des Panathénées. »

## Chez les Étrusques
Le rite de fondation des villes chez les Étrusques, respecte les mêmes principes (repris ensuite par les Romains) : l'emplacement de la ville s'opère d'abord par le choix d'un lieu approprié (hauteurs, proximité d'un cours d'eau), puis par la délimitation de l'enceinte sacrée de la cité, le pomœrium, par le tracé du sillon primordial, le sulcus primigenius, une saignée ouvrant le sol et infranchissable car sous l’influence des dieux infernaux.
La ville est ensuite « orientée comme le monde » suivant un axe Nord/Sud, le cardo, et son correspondant Est/Ouest, le decumanus, respectant les quatre points cardinaux et leurs portes correspondantes (et où le soc du pomerium avait été sorti de terre pour en marquer la place).
Un temple devait se dresser ensuite sur le point le plus élevé près du mundus, une fosse circulaire symbolisant le troisième axe du monde, l'axe vertical reliant la cité avec le monde des divinités chthoniennes et infernales.

## À Rome
À la suite des coutumes grecques, reprises et réinterprétées par la civilisation étrusque, la fondation de la Rome antique se fit également sous la forme d'un synœcisme, au milieu du VIIIe siècle av. J.-C., par la réunion de plusieurs villages cohabitant sur différentes collines de Rome. Le lieu de culte choisi fut le Capitole, qui devient l'emblème de la cité. Les colonies romaines auront toutes un Capitole, rendant un culte au même trio de dieux de la triade capitoline, ce qui en faisait une Rome en réduction.
Selon la légende, le synœcisme romain est relaté dans le mythe de l'Enlèvement des Sabines, où les femmes, qui sont à l'origine de la guerre entre Sabins et Latins, et qui en tant que dépositaires de l'ordre ancien de la gens, sont aussi celles qui interrompent le conflit.